# Regulación de las relaciones sociales
La regulación de las relaciones sociales comprende 4 estados.

## Usos sociales
Se manifiestan de dos maneras:
- A través de las pautas de comportamiento, como la buena educación de la persona, desarrollo de una conducta aceptada por los demás; están destinadas a comportamientos concretos.
- A través del papel o función social: conjunto de conductas que se manifiestan en el desempeño de una función.

 1. Control e incumplimiento de los usos: 
Los usos tienen un sustrato común que condiciona la conducta de la persona y cuando una persona incumple esa pauta social se le castiga con una sanción social, pudiéndose ver afectada la relación social (ejemplo: cena caballerosa, un invitado empieza a eructar o a comer vulgarmente; No se le invitará más; esta sanción es dicho mecanismo de control).
 2. Trascendencia de los usos sociales: 
- ¿Son obligatorios?: Es deseable (educación). Las pautas sociales son conductas comúnmente aceptables.
- ¿Son universales?: No (ejemplo: el islam). Las concreta el entorno social de la persona.

 3. Tipos: 
El uso fortalecido, es decir con gran presión social, la mayor eficacia y con una sanción más fuerte. Cuando este uso es reiterado, duradero, general y uniforme, u además las partes observan la conducta considerándose vinculadas, hablamos de validez jurídica.

## Orden moral
Conjunto de los elementos de la conducta humana racional y libre, ordenados de acuerdo con la ley moral en atención a una finalidad concreta y en consonancia con las ideas religiosas que se tengan.
Orden jurídico: Conjunto de elementos de la conducta humana ordenados de acuerdo con una norma positiva para la consecución de la paz social.
El orden moral tiene las siguientes partes:
- Ley moral: Normas o principios que se presentan a la razón como obligatorias para regular la libre actividad humana en orden al último fin humano.
- Deber moral: Necesidad de cumplir la ley moral haciendo o cumpliendo algo.
- Acto moral: Acto humano, racional, consciente, libre y voluntario realizado atendiendo a su conformidad o disconformidad con la ley moral.
- Moralidad: Conjunto de actos del individuo. Puede ser moralmente bueno siempre y cuando se esté de acuerdo con la moral o moralmente malo si se está en contra de la moral.
- Imputabilidad: ¿Quién ha hecho esto?; Es atribuir a un autor el hecho acaecido.
- Responsabilidad: Va a continuación de la imputabilidad y supone la aplicación del reglamento al autor como castigo.

El orden jurídico tiene las siguientes partes:
- Ley positiva: Norma publicada por la autoridad, legítima del estado, obligatoria para los ciudadanos y que regula la convivencia social en orden a alcanzar la paz social.
- Deber jurídico: Necesidad de cumplir la norma jurídica haciendo o cumpliendo algo.
- Acto jurídico: Acto humano, racional, consciente, libre y voluntario, realizado atendiendo a su conformidad o disconformidad por la norma jurídica positiva.
- Juricidad: Conjunto de actos del individuo. Puede ser jurídicamente bueno siempre y cuando se esté de acuerdo con la norma jurídica o jurídicamente malo si se está en contra de la norma jurídica.
- La imputabilidad y la responsabilidad son iguales que en el orden moral.

## Derecho natural
Conjunto de principios universales, inmutables, deducibles por la razón humana, arraigado en todos los hombres y dirigidas a regular la vida social del hombre en materia de justicia, prescribiendo a dar a cada uno lo suyo.

## Derecho positivo
Conjunto de normas promulgadas por la autoridad competente que imperativamente (obligatorio) regulan la vida social del hombre y la paz social.
Diferencias:
- Ambos derechos se diferencian en que el Derecho natural no es obligatorio, ni escrito, ni exigible, ni coercitivo, al contrario que el Derecho positivo.
- El Derecho natural limita al Derecho positivo tanto por arriba como por abajo (ej: Declaración de los derechos humanos), además está compuesto por una serie de normas que nos ayuda a hacer la comparación entre derecho-ley, justo-injusto y legal-ilegal.